# Élections parlementaires polonaises de 2001
Les élections législatives polonaises de 2001 (Wybory parlamentarne w Polsce w 2001 roku, en polonais) se sont tenues le 23 septembre 2001, afin d'élire les quatre cent soixante députés de la quatrième législature de la Diète et les cent sénateurs de la cinquième législature du Sénat.
Le scrutin a été remporté, à la majorité relative, par l'Alliance de la gauche démocratique (SLD).

## Contexte

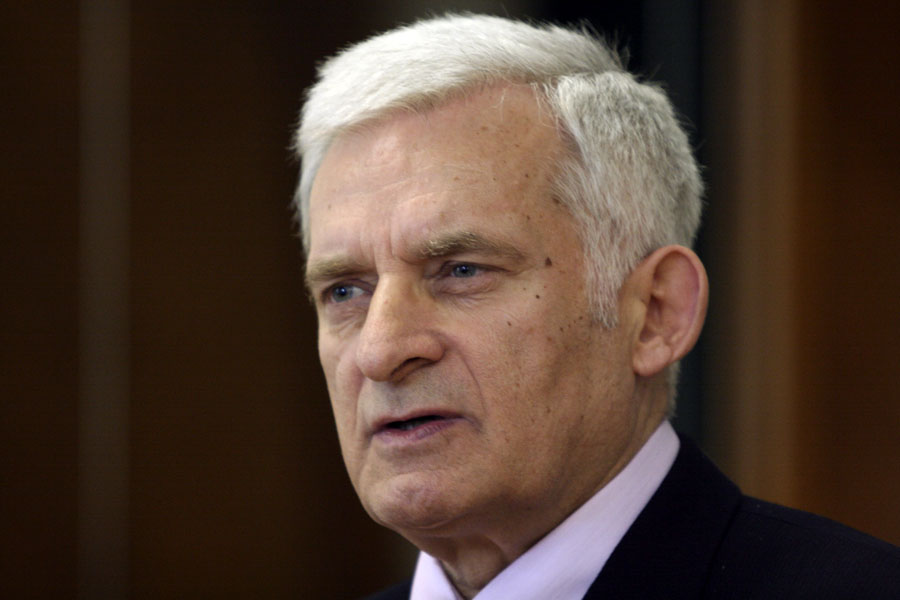
Le président du Conseil des ministres, Jerzy Buzek.

Aux élections législatives du 21 septembre 1997, l'Alliance électorale Solidarité (AWS), une coalition de centre droit formée en 1996 autour du RSAWS, la branche politique du syndicat Solidarité, avait remporté une majorité relative de 201 députés sur 460 avec 33,8 % des voix. Afin de gouverner, l'AWS avait constitué un gouvernement de coalition avec l'Union pour la liberté (UW), une alliance libérale constituée en 1994 qui avait obtenu 13,4 % des suffrages et 60 députés, permettant à Jerzy Buzek de devenir président du Conseil des ministres. À droite toujours, le Mouvement pour la reconstruction de la Pologne (ROP), une formation conservatrice et nationaliste, avait franchi de justesse la barre des 5 % des voix, avec 5,56 %, gagnant là 6 députés.
Alors au pouvoir, la coalition sociale-démocrate de l'Alliance de la gauche démocratique (SLD) avait connu une belle progression avec 27,1 % des voix, soit 164 parlementaires. Son allié au gouvernement, le Parti paysan polonais (PSL) avait, pour sa part, divisé son score par deux en obtenant 7,3 % des suffrages, soit 27 sièges. En 1999, sous l'impulsion de Leszek Miller, la SLD se transforme en un seul parti politique social-démocrate et social-libéral.
Au fur et à mesure de l'avancée de la législature, la coalition se délite, à tel point que l'UW quitte le gouvernement Buzek en juin 2000. Lors de l'élection présidentielle du 8 octobre 2000, le président de la République sortant et candidat de la SLD, Aleksander Kwaśniewski, s'impose dès le premier tour avec plus de 53 % des voix, le candidat de l'AWS, Marian Krzaklewski, terminant troisième avec 15,6 % des suffrages exprimés.

## Forces et chefs de file
| Force politique | Force politique                                                                                          | Idéologie                                                     | Chef de file                       | Score en 1997                            |
| --------------- | --- | ------------------------------------------------------------- | ---------------------------------- | ---------------------------------------- |
|                 | Alliance électorale Solidarité de droite (AWSP) Akcja Wyborcza Solidarność Prawicy                       | Centre droit Conservatisme, démocratie chrétienne             | Jerzy Buzek (Président du Conseil) | 33,8 % des voix 201 députés 51 sénateurs |
|                 | Alliance de la gauche démocratique - Union du travail (SLD-UP) Sojusz Lewicy Demokratycznej – Unia Pracy | Centre gauche Social-démocratie, progressisme, troisième voie | Leszek Miller                      | 31,9 % des voix 164 députés 28 sénateurs |
|                 | Union pour la liberté (UW) Unia Wolności                                                                 | Centre Libéralisme, démocratie chrétienne                     | Bronisław Geremek                  | 13,4 % des voix 60 députés 8 sénateurs   |
|                 | Parti paysan polonais (PSL) Polskie Stronnictwo Ludowe                                                   | Centre droit Démocratie chrétienne, conservatisme, agrarisme  | Jarosław Kalinowski                | 7,3 % des voix 27 députés 3 sénateurs    |
|                 | Droit et justice (PiS) Prawo i Sprawiedliwość                                                            | Droite Conservatisme, nationalisme, euroscepticisme           | Lech Kaczyński                     | Inexistant                               |
|                 | Plate-forme civique (PO) Platforma Obywatelska                                                           | Centre droit Libéral-conservatisme, démocratie chrétienne     | Maciej Płażyński                   | Inexistant                               |

## Résultats

### Diète
|                        |                                                 |            |       |       |        |               |  |  |  |  |  |  |  |  |
| Parti                  | Parti                                           | Voix       | %     | +/-   | Sièges | +/-           |  |  |  |  |  |  |  |  |
|                        | Liste commune SLD-UP                            | 5 342 519  | 41,04 | 9,17  | 216    | 52            |  |  |  |  |  |  |  |  |
|                        | Plate-forme civique (PO)                        | 1 651 099  | 12,68 | Nv.   | 65     | 65            |  |  |  |  |  |  |  |  |
|                        | Autodéfense de la république de Pologne (SRP)   | 1 327 624  | 10,20 | 10,12 | 53     | 53            |  |  |  |  |  |  |  |  |
|                        | Droit et justice (PiS)                          | 1 236 787  | 9,50  | Nv.   | 44     | 44            |  |  |  |  |  |  |  |  |
|                        | Parti paysan polonais (PSL)                     | 1 168 659  | 8,98  | 1,67  | 42     | 15            |  |  |  |  |  |  |  |  |
|                        | Ligue des familles polonaises (LPR)             | 1 025 148  | 7,87  | Nv.   | 38     | 38            |  |  |  |  |  |  |  |  |
|                        | Alliance électorale Solidarité de droite (AWSP) | 729 207    | 5,60  | 28,23 | 0      | 201           |  |  |  |  |  |  |  |  |
|                        | Union pour la liberté (UW)                      | 404 074    | 3,10  | 10,27 | 0      | 60            |  |  |  |  |  |  |  |  |
|                        | Mouvement social alternatif (ARS)               | 54 266     | 0,42  | Nv.   | 0      | en stagnation |  |  |  |  |  |  |  |  |
|                        | Minorité allemande (MN)                         | 47 230     | 0,36  | 0,03  | 2      | en stagnation |  |  |  |  |  |  |  |  |
|                        | Parti socialiste polonais (PPS)                 | 13 459     | 0,10  | Nv.   | 0      | en stagnation |  |  |  |  |  |  |  |  |
|                        | Minorité allemande d'Haute-Silésie (NMGS)       | 8 024      | 0,06  | 0,07  | 0      | en stagnation |  |  |  |  |  |  |  |  |
|                        | Union économique polonaise (PUG)                | 7 189      | 0,06  | Nv.   | 0      | en stagnation |  |  |  |  |  |  |  |  |
|                        | Communauté nationale polonaise (PWN)            | 2 644      | 0,02  | Nv.   | 0      | en stagnation |  |  |  |  |  |  |  |  |
|                        |                                                 |            |       |       |        |               |  |  |  |  |  |  |  |  |
| Suffrages exprimés     | Suffrages exprimés                              | 13 017 929 | 96,01 |       |        |               |  |  |  |  |  |  |  |  |
| Votes blancs et nuls   | Votes blancs et nuls                            | 541 483    | 3,99  |       |        |               |  |  |  |  |  |  |  |  |
| Total                  | Total                                           | 13 559 412 | 100   | –     | 460    | en stagnation |  |  |  |  |  |  |  |  |
| Abstention             | Abstention                                      | 15 805 043 | 53,82 |       |        |               |  |  |  |  |  |  |  |  |
| Inscrits/Participation | Inscrits/Participation                          | 29 364 455 | 46,18 |       |        |               |  |  |  |  |  |  |  |  |

### Sénat
|                        |                                                      |                                                 |            |       |       |        |               |  |  |  |  |  |  |  |
| Parti                  | Parti                                                | Parti                                           | Voix       | %     | +/-   | Sièges | +/-           |  |  |  |  |  |  |  |
|                        | Liste commune SLD-UP                                 | Liste commune SLD-UP                            | 10 476 677 | 38,74 | 15,26 | 75     | 47            |  |  |  |  |  |  |  |
|                        |                                                      | Alliance électorale Solidarité de droite (AWSP) | 6 582 224  | 24,34 | 22,10 | 7      | 44            |  |  |  |  |  |  |  |
|                        | Union pour la liberté (UW)                           | 5                                               | 6 582 224  | 24,34 | 22,10 | 3      |               |  |  |  |  |  |  |  |
|                        | Plate-forme civique (PO)                             | 2                                               | 6 582 224  | 24,34 | 22,10 | Nv.    |               |  |  |  |  |  |  |  |
|                        | Mouvement pour la reconstruction de la Pologne (ROP) | 1                                               | 6 582 224  | 24,34 | 22,10 | 4      |               |  |  |  |  |  |  |  |
|                        | Droit et justice (PiS)                               | 0                                               | 6 582 224  | 24,34 | 22,10 | Nv.    |               |  |  |  |  |  |  |  |
| Total Sénat 2001       | Total Sénat 2001                                     | 15                                              | 6 582 224  | 24,34 | 22,10 | 49     |               |  |  |  |  |  |  |  |
|                        | Parti paysan polonais (PSL)                          | Parti paysan polonais (PSL)                     | 3 631 234  | 13,43 | 6,42  | 4      | 1             |  |  |  |  |  |  |  |
|                        | Autodéfense de la république de Pologne (SRP)        | Autodéfense de la république de Pologne (SRP)   | 1 158 887  | 4,29  | Nv.   | 2      | 2             |  |  |  |  |  |  |  |
|                        | Ligue des familles polonaises (LPR)                  | Ligue des familles polonaises (LPR)             | 1 097 058  | 4,06  | Nv.   | 2      | 2             |  |  |  |  |  |  |  |
|                        | Union de la politique réelle (UPR)                   | Union de la politique réelle (UPR)              | 469 815    | 1,74  | 0,38  | 0      | en stagnation |  |  |  |  |  |  |  |
|                        | Indépendants                                         | Indépendants                                    | 3 624 697  | 13,40 | 1,26  | 2      | 3             |  |  |  |  |  |  |  |
| Total des voix         | Total des voix                                       | Total des voix                                  | 27 040 592 | 100   |       |        |               |  |  |  |  |  |  |  |
|                        |                                                      |                                                 |            |       |       |        |               |  |  |  |  |  |  |  |
| Suffrages exprimés     | Suffrages exprimés                                   | Suffrages exprimés                              | 13 072 323 | 96,46 |       |        |               |  |  |  |  |  |  |  |
| Votes blancs et nuls   | Votes blancs et nuls                                 | Votes blancs et nuls                            | 479 179    | 3,54  |       |        |               |  |  |  |  |  |  |  |
| Total                  | Total                                                | Total                                           | 13 551 502 | 100   | –     | 100    | en stagnation |  |  |  |  |  |  |  |
| Abstention             | Abstention                                           | Abstention                                      | 15 812 953 | 53,85 |       |        |               |  |  |  |  |  |  |  |
| Inscrits/Participation | Inscrits/Participation                               | Inscrits/Participation                          | 29 364 455 | 46,15 |       |        |               |  |  |  |  |  |  |  |

## Analyse
Ce scrutin marque la plus forte victoire de la gauche depuis dix ans. Avec 41 % des suffrages, la SLD-UP réalise le meilleur score d'un parti depuis 1991, étant la première formation à passer la barre des 40 %, et rate la majorité absolue de quinze sièges. Son partenaire traditionnel du PSL se redresse légèrement, progressant de moins de deux points.
Cette grande réussite est à mettre en parallèle avec l'effondrement et la division de la droite. Tandis que l'AWSP, qui ne franchit pas le seuil des 8 % imposé aux coalitions, et l'UW sont carrément exclues de la Diète, les partis apparus en cours de législature, la PO, formation libérale, et PiS, parti conservateur, restent sous la barre des 20 %, ce dernier ne franchissant même pas les 10 %. Avec à peine 109 parlementaires, la droite recule donc de cent cinquante sièges. En revanche, deux forces nationalistes et populistes, l'une de gauche, la SRP, l'autre d'extrême droite, la LPR, réalisent une percée, totalisant 18 % des voix et 91 députés.
Au Sénat, dont les membres sont élus au scrutin uninominal majoritaire à un tour, la situation précédente est exacerbée. Les sociaux-démocrates s'adjugent les trois quarts des sièges, tandis que les forces du centre droit et de la droite, pourtant coalisées dans le « Bloc Sénat 2001 », n'en remportent que 15. Quant aux cinq sénateurs nationalistes, leur nombre ne varie pas, mais ils sont désormais éclatés entre trois partis.

## Conséquences
Le 4 octobre, le président Kwaśniewski désigne Leszek Miller, président de la SLD, comme candidat aux fonctions de président du Conseil des ministres, alors que Buzek n'a pas encore remis sa démission, ce qui soulève une controverse. Le chef du gouvernement sortant démissionne officiellement quinze jours plus tard, et le chef de l'État nomme aussitôt le gouvernement Miller, formé de la SLD-UP et du PSL. Le 26 octobre, le gouvernement obtient la confiance de la Diète, par 306 voix contre 140.